# Laskod
Laskod is een plaats (község) en gemeente in het Hongaarse comitaat Szabolcs-Szatmár-Bereg. Laskod telt 1087 inwoners (2001).